# Волков Василь Миколайович
Васи́ль Микола́йович Во́лков (1975—2022) — солдат Збройних Сил України, учасник російсько-української війни.

## Життєпис
Народився 31 березня 1975 року в селі Бакирівка Чернеччинська сільська громада Охтирського району Сумської області.
Брав участь в ООС.
Військову службу проходив у 91-му окремому Охтирському полку підтримки.
Загинув 26 лютого 2022 року в районі міста Охтирка.
Похований на алеї слави в селі Бакирівка.

## Нагороди та вшанування
- Орден «За мужність» III ступеня[1].
- Почесний громадянин міста-героя Охтирки.